# Renny Jaramillo
Renny Salen Jaramillo Barre (Guayaquil, 12 giugno 1998) è un calciatore ecuadoriano, centrocampista dell'Aucas.

## Caratteristiche tecniche
È un mediano.

## Carriera

### Club
Ha giocato nella prima divisione ecuadoriana.

### Nazionale
Con la nazionale Under-20 ecuadoriana ha preso parte al campionato sudamericano 2017 ed al Mondiale 2017.